# Mistrzostwa Świata w Szermierce 1994
Mistrzostwa Świata w Szermierce 1994 – 57. edycja mistrzostw odbyła się w stolicy Grecji – Atenach.

## Klasyfikacja medalowa
| Lp. | Państwo          | złoto | srebro | brąz | Razem |
| --- | ---------------- | ----- | ------ | ---- | ----- |
| 1   | Włochy           | 2     | 3      | 2    | 7     |
| 2   | Rosja            | 2     | 1      | 1    | 5     |
| 3   | Rumunia          | 2     | –      | 1    | 3     |
| 4   | Niemcy           | 1     | 3      | 2    | 6     |
| 5   | Francja          | 1     | –      | 2    | 3     |
| 6   | Kuba             | 1     | –      | 1    | 2     |
| –   | Hiszpania        | 1     | –      | –    | 1     |
| 8   | Węgry            | –     | 2      | 2    | 4     |
| 9   | Szwajcaria       | –     | 1      | –    | 1     |
| 10  | Chiny            | –     | –      | 1    | 1     |
| –   | Finlandia        | –     | –      | 1    | 1     |
| –   | Korea Południowa | –     | –      | 1    | 1     |
| –   | Polska           | –     | –      | 1    | 1     |

## Medaliści

### Mężczyźni
| Złoto                                                                                        | Srebro                                                                      | Brąz                                                                        |
| Floret                                                                                       |                                                                             |                                                                             |
| Rolando Tucker                                                                               | Alessandro Puccini                                                          | Oscar García Thorsten Weidner                                               |
| Włochy · Marco Arpino · Andrea Borella · Stefano Cerioni · Alessandro Puccini                | Niemcy · Thorsten Weidner · Uwe Römer · Udo Wagner · Alexander Koch         | Chiny · Ye Chong · Dong Zhaozhi · Wang Haibin · Wang Lihong                 |
| Szpada                                                                                       |                                                                             |                                                                             |
| Pawieł Kołobkow                                                                              | Olivier Jacquet                                                             | Arnd Schmitt Jean-Michel Henry                                              |
| Francja · Éric Srecki · Robert Leroux · Jean-Michel Henry · Hervé Faget                      | Niemcy · Michael Flegler · Arnd Schmitt · Elmar Borrmann · Mariusz Strzałka | Korea Południowa · Lee Sang-ki · Lee Sang-yeop · Yoon Won-jin · Ku Kyo-dong |
| Szabla                                                                                       |                                                                             |                                                                             |
| Felix Becker                                                                                 | Stanisław Pozdniakow                                                        | Bence Szabó Grigorij Kirijenko                                              |
| Rosja · Stanisław Pozdniakow · Aleksiej Jermołajew · Grigorij Kirijenko · Aleksandr Szyrszow | Węgry · Bence Szabó · József Navarrete · György Boros · Csaba Köves         | Rumunia · Vilmoș Szabo · Daniel Grigore · Florin Lupeică · Victor Găureanu  |

### Kobiety
| Złoto                                                                                       | Srebro                                                                                  | Brąz                                                                                      |
| Floret                                                                                      |                                                                                         |                                                                                           |
| Zsofia Lazăr-Szabo                                                                          | Valentina Vezzali                                                                       | Francesca Bortolozzi Laurence Modaine                                                     |
| Rumunia · Claudia Grigorescu · Zsofia Lazăr-Szabo · Laura Badea · Elisabeta Tufan           | Włochy · Giovanna Trillini · Valentina Vezzali · Diana Bianchedi · Francesca Bortolozzi | Węgry · Gabriella Lantos · Aida Mohamed · Zsuzsanna Jánosi · Ildikó Mincza                |
| Szpada                                                                                      |                                                                                         |                                                                                           |
| Laura Chiesa                                                                                | Katja Nass                                                                              | Corinna Panzeri Minna Lehtola                                                             |
| Hiszpania · Taymi Chappé · Rosa María Castillejo · Carmen Ruiz Hervías · Cristina de Vargas | Węgry · Gyöngyi Szalay · Adrienn Hormay · Mariann Horváth · Hajnalka Kiraly             | Polska · Dominika Butkiewicz · Dorota Słomińska · Magdalena Jeziorowska · Joanna Jakimiuk |